# Tazz
Pour les articles homonymes, voir Taz.
Peter Senerchia (né le 11 octobre 1967 à Brooklyn, New York), est un catcheur (lutteur professionnel) et un commentateur de catch américain, plus connu sous les pseudonymes de Tazz, Taz ou Tazmaniac.
En tant que catcheur, il a obtenu deux fois un championnat mondial, le championnat du monde poids-lourds de la ECW et est quadruple champion du monde par équipe (3 fois champion du monde par équipe de la ECW et une fois champion par équipe de la WWE).
Il a également été le tout premier champion poids-lourds FTW de la ECW (il a possédé le titre une seconde fois avant sa désactivation), a possédé 2 fois le Championnat Mondial de la Télévision de la ECW et 3 fois le Championnat Hardcore de la WWE.
Il arrête sa carrière de catcheur en 2002 et devient commentateur.
Il travaille actuellement à la All Elite Wrestling en tant que commentateur.

## Carrière

### Jeunesse et débuts
Durant sa jeunesse Senerchia fait du judo ainsi que du football américain. Il commence sa carrière de catcheur en 1987 à Porto Rico au sein du World Wrestling Council sous le nom de Kid Krush puis de Tazmaniac. Il revient ensuite aux États-Unis où il travaille dans des fédérations de la côte est avant de partir avec Brad Rheingans (en) et Kevin Sullivan au Japon en 1992 où il affronte notamment Pegasus Kid. De retour aux États-Unis, il fait un bref passage à la Smoky Mountain Wrestling.

### Eastern Championship Wrestling / Extreme Championship Wrestling (1993-1999)
Le 1er octobre 1993, il commence à travailler pour l'Eastern Championship Wrestling (ECW) et perd son premier combat face à Sabu. Le 4 décembre au cours de l'enregistrement d'Hardcore TV du 14 décembre, Kevin Sullivan et lui-même deviennent champion par équipe de l'ECW après leur victoire sur Tommy Dreamer et Shane Douglas,.
L'ECW leur retire le titre le 1er mars 1994 après un double tombé face aux Bruise Brothers (en) (Don et Ron Harris).

### World Wrestling Federation / Entertainment (2000-2009)
Le 22 septembre 1999, Taz signe un contrat avec la World Wrestling Federation (WWF). Cependant, il ne rejoint pas la WWF dès sa signature.
Il change légèrement son nom de ring en ajoutant un z à la fin et remporte son premier combat le 23 janvier 2000 au cours du Royal Rumble face à Kurt Angle.

### Total Nonstop Action Wrestling(2009-2015)
Il rejoint la Total Nonstop Action Wrestling et le Main Event Mafia avec sa nouvelle gimmick : manager de Samoa Joe. Il quitte la TNA 2015.
Depuis le 20 aout 2009, il commente Impact! avec Mike Tenay et Xplosion avec Jeremy Borash.

#### Heel Turnet Membre desAces & Eights(2013)
Lors d'Impact Wrestlingdu 17 janvier, Tazz est un garçon d'honneur au mariage de Bully Ray et Brooke Hogan. Tazz interrompt la cérémonie et révèle le logo des Aces & Eights sous sa veste, il effectue un Heel-Turn. Le clan attaque Bully Ray, Sting, Tommy Dreamer, Brother Runt, et Hulk Hogan à la fin de l'émission. La semaine suivante, il interrompt Jeff Hardy à la fin de son match face à Austin Aries afin de le distraire pour que les Aces & Eights l'attaquent et le blessent gravement.

## Palmarès
- Extreme Championship Wrestling
  - 2 fois ECW World Heavyweight Championship
  - 2 fois ECW FTW Heavyweight Championship (le premier et le dernier) (record)
  - 3 fois ECW World Tag Team Championship, 2 fois avec Kevin Sullivan et 1 fois avec Sabu)
  - 2 fois ECW World Television Championship
  - 4e ECW Triple Crown Champion

- World Wrestling Federation/Entertainment
  - 3 fois WWF Hardcore Champion
  - 1 fois WWF World Tag Team Champion avec Spike Dudley)

- Century Wrestling Alliance (en)
  - 1 fois CWA Light Heavyweight Champion

- International World Class Championship Wrestling (en)
  - 1 fois IWCCW Light Heavyweight Champion

## Récompenses des magazines
- Pro Wrestling Illustrated
  - 4e catcheur ayant le plus progressé en 1996[10]
  - 4e rivalité de l'année en 1997 contre Sabu[10]
  - 4e match de l'année en 1998 face à Bam Bam Bigelow[10]
  - 4e catcheur de l'année en 1999[10]

| Année | 1991 | 1992 | 1993 | 1994 | 1995 | 1996 | 1997 | 1998 | 1999 | 2000 | 2001 |
| ----- | ---- | ---- | ---- | ---- | ---- | ---- | ---- | ---- | ---- | ---- | ---- |
| Rang  | 267  | 207  | 128  | 107  | 53   | 46   | 11   | 36   | 10   | 55   | 140  |

- Wrestling Observer Newsletter
  - Pire commentateur en 2013[12]
  - Pire gimmick (en tant que membre des Aces & Eights)[12]